# Hylerpeton
Hylerpeton es un género representado por una única especie de lepospóndilo perteneciente al grupo Microsauria, la cual vivió a finales del período Carbonífero en lo que hoy es Canadá. Los dientes presentaban extremos formadas en surcos oblicuos separados por bordes afilados, que seguramente le eran de gran ayuda para  perforar tejidos duros. 